# Central European Pipeline
Le Central European Pipeline est un pipeline européen construit en 1966 partant du port de Gênes en Italie, traversant le Piémont et la Lombardie, entrant en Suisse par le canton des Grisons, longeant le Rhin alpin dans le canton de Saint-Gall, traversant l'extrémité septentrionale du land autrichien du Vorarlberg et terminant sa course à Ingolstadt en Allemagne, dans le centre de la Bavière. Le Central European Pipeline ne traverse l'Autriche que sur un court tronçon du Vorarlberg. Long de 753 km, il a une capacité de 1,1 million de barils par jour.
À Ferrera Erbognone, dans le Piémont, une branche du Central European Pipeline se sépare du flux principal pour constituer l'oléoduc du Rhône qui termine sa course à la raffinerie de Collombey-Muraz, en Suisse.

## Histoire
Après le printemps de Prague, les services secrets soviétiques du KGB ont planifié une attaque sur le gazoduc en 1968 afin de détourner l'attention des incidents survenus en Tchécoslovaquie en raison de la contamination du lac de Constance. L'arrêt n'a pas été effectué.
En 1979 à 1996 ont été transportés annuellement 7 à 8 millions de tonnes de pétrole brut dans les raffineries de Bavière, soit près de 15 % de la capacité maximale.
Le Central European Pipeline a été fermé le 3 février 1997 en raison de problèmes environnementaux et des coûts de rénovation élevés.
Une partie du gazoduc a été reprise par Ruhrgas AG en janvier 2000 et est maintenant utilisée pour transporter du gaz. En Suisse, deux entreprises de gaz ont chacune repris une partie du gazoduc. Pour le tronçon de 133 km de Thusis jusqu'à Verderio, en Italie, au sud du lac de Côme, un projet de câble à courant continu de 400 kV est en projet. Le tube en acier de 55 cm doit être utilisé pour recevoir une ligne de transmission à courant continu haute tension.